# Prozessdokumentation
Eine Prozessdokumentation ist die graphische oder textliche Beschreibung von Geschäftsprozessen im Rahmen der Geschäftsprozessmodellierung.

## Prozessdokumentation im Projektmanagement
Durch Prozessdokumentation kann sich der Projektleiter ein Bild von den Entwicklungen in den verschiedenen Teilbereichen machen. Der Controller kann eine Ist-Analyse und einen Soll-Ist-Vergleich vornehmen. Projektmitarbeiter können sich über die Ziele und Besprechungsergebnisse informieren. Der Auftraggeber kann Entscheidungen im Projektverlauf nachvollziehen. Das Projektmanagement kann aus Problemen wertvolle Erkenntnisse ableiten.
Typische Dokumente:
- Besprechungsprotokoll
- Statusbericht (Stand der Ergebnisse, Projektentwicklung, Soll-Ist-Vergleich, Probleme und deren Lösung)
- Sonderberichte bei größeren unvorhergesehenen Problemen und Risiken